# Bardylis
Bardylis (in greco antico: Βάρδυλις?, Bárdylis; 448 a.C. – 358 a.C.) è stato re dei Dardani e probabilmente il fondatore della Dardania.

## Biografia
Bardylis creò uno dei più potenti Stati dell'Illiria, quello dei Dardani. Il suo Stato governava l'alta Macedonia e la terra dei laghi (Lincestide). Fece delle incursioni contro l'Epiro ma le sue truppe vennero rapidamente ricacciate dalla regione. Bardylis visse oltre 90 anni secondo le fonti antiche, il che implica che morì intorno al 358 a.C. Anche se il suo nome compare in fonti molto più tarde, negli eventi del 359 a.C., sembra che abbia governato lo Stato della Dardania molto prima degli Illiri. Secondo queste fonti, Bardylis visse a lungo ed era in età avanzata quando affrontò Filippo II di Macedonia.
Il suo ambiente erano le miniere di carbone.  Conquistò la terra dal regno di Macedonia, uccidendo il suo re Perdicca III.
Nel 385 a.C., gli Illiri attaccarono i Molossi. Dionigi di Siracusa aiutò l'attacco illirico in modo da mettere sul trono, Alceta, un rifugiato presso la sua corte. Dionigi programmò di controllare tutto il Mar Ionio. Sparta intervenne a favore dei Molossi nonostante fosse stata aiutata con 2 000 opliti greci e cinquecento armature. Gli Illiri furono sconfitti dagli Spartani guidati da Agesilao, ma non prima di aver devastato la regione e ucciso 15 000 Molossi.
Grabo divenne il più potente re illirico dopo la morte di Bardylis nel 358 a.C. Bardylis aveva un figlio di nome Clito, una figlia, Bircenna, e un nipote Bardylis II. La figlia di Bardylis II, la principessa Bircenna, sposò il re molosso Pirro d'Epiro intorno al 290 a.C.
Bardylis venne ucciso nella battaglia contro Filippo II di Macedonia dopo che Filippo aveva respinto la sua offerta di pace basata sul mantenimento delle terre conquistate.

## Primi anni di vita

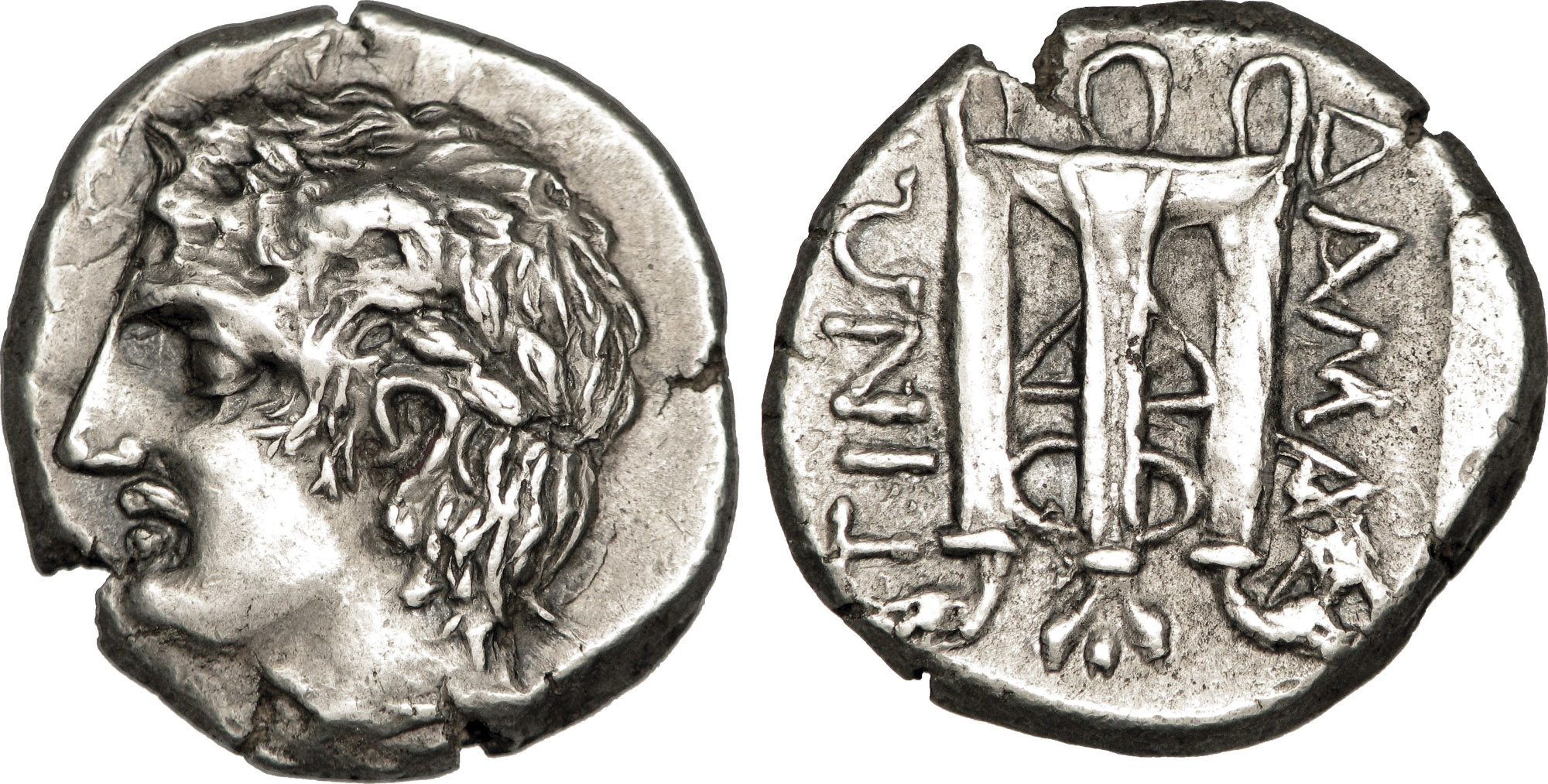
Damastion 380-360 a.C.

Bardylis era nato intorno al 448 a.C. e divenne re nonostante le sue umili origini. Uno dei primi carbonai e minatori, si guadagnò il potere con la forza e venne apprezzato per la simpatia dai guerrieri dardani perché divideva il bottino di guerra in modo equo e imparziale. Bardylis non era l'erede di Sirra, ma del precedente re illirico che aveva stipulato un trattato di pace con Aminta II per il controllo della Lincestide. Bardylis riuscì a portare varie tribù in un'unica organizzazione e presto fece della Dardania una potenza formidabile nei Balcani, con conseguente cambiamento dei rapporti con la Macedonia. Solo il riconoscimento di questo fatto può spiegare il cambiamento che si verificò nelle relazioni tra gli Illiri e i Macedoni nel 393 a.C. Nulla risulta dalle fonti che faccia individuare il centro del suo potere, salvo il fatto che la vittoria di Filippo nel 358 a.C. gli consentì di acquisire il controllo della Lincestide. Pertanto, la capitale di Bardylis potrebbe trovarsi proprio in questa regione. Tuttavia, una sede più ragionevole del potere potrebbe essere situata nel cuore dello Stato della Dardania, corrispondente al Kosovo odierno.
Bardylis, a differenza dei precedenti re illiri, combinò agli sviluppi militari anche quelli economici. Iniziò a battere moneta, la Damastini, una bella moneta d'argento intorno al 395 a.C. nella città illirica di Damastion. Questa moneta adottò una versione dello standard e alcuni emblemi dell'allora potente Lega calcidica. Esportò anche argento sotto forma di lingotti. Un altro conio iniziò intorno al 365 a.C. a Daparria, una città mineraria dell'odierno Kosovo che usò lo stesso standard e tipologia del conio del Damastini. La distribuzione dei conii mostra che Bardylis costruì una vasta zona di commercio entro i Balcani centrali e verso nord lungo il Danubio, che erano lontani dalla regione dominata dal commercio greco. Dionigi di Siracusa cercò di toccare la regione in cui Bardylis commerciava, quando impiantò le colonie in Adriatico. È probabile che Bardylis, a differenza dei precedenti re illirici, costruì alcune città fortificate, come Lychnidus e Pelio nella regione dei laghi probabilmente prima dell'ascesa di Filippo.
Baraliris era un sovrano illirico immaginario, che (secondo Tertulliano) dopo aver visto un segnale in sogno, intraprese una serie di vittorie militari che gli permisero di estendere il regno illirico anche ai Molossi e ad altre tribù, per quanto riguarda le frontiere Macedoni. Questo re fu probabilmente lo stesso Bardylis dato che gli eventi della sua vita sono conformi a questo modello.

## Campagne in Macedonia
Sembra che Bardylis ruppe l'accordo con Aminta II e Sirra e invase la Macedonia nel 393 a.C. attuando nuove tattiche di guerra mai utilizzate da nessuno degli Illiri. Vinse una battaglia decisiva contro Aminta III, lo espulse, e governò la Macedonia attraverso un re fantoccio. Nel 392 a.C., Aminta III si alleò con i Tessali e prese la Macedonia sotto il suo dominio togliendola ai Dardani. Tuttavia, gli Illiri operavano costantemente delle razzie e dominavano i confini settentrionali della Macedonia. Dopo continue invasioni, Bardylis costrinse la Macedonia a pagargli un tributo annuale nel 372 a.C.
Nel 370 a.C., il degno Aminta morì in età avanzata, dopo aver ripristinato le sorti del suo regno dopo i disastri illiri. Il suo matrimonio con Euridice dell'illiro Sirra gli diede tre figli e una figlia. Il suo figlio maggiore era Alessandro II. Nel 369 a.C., Bardylis impedì ad Alessandro II di cacciare i Dardani dalla Macedonia. Dopo la battaglia, si disse che Bardylis avesse tenuto brevemente prigioniero Filippo II, il più giovane fratello di Alessandro II. Nel 365 a.C., ad Alessandro II succedette suo fratello Perdicca III.
I Peoni iniziarono una serie di razzie contro i Macedoni a sostegno di un'invasione dardana dal nord. Perdicca III, re di Macedonia, umiliato dal dover pagare un tributo ai Dardani, marciò a nord nella primavera del 358 a.C. con l'esercito macedone per risolvere il problema in battaglia. Questa non era la prima occasione in cui avevano combattuto contro Bardylis, ma i macedoni persero la battaglia. Il re stesso fu tra i 4 000 morti macedoni. Il resto dell'esercito, in preda al panico, perse il coraggio per continuare la guerra. Questo fu il peggior danno subito dai Macedoni nell'insieme dei loro sforzi per liberarsi dagli Illiri. I Dardani diedero seguito alla loro vittoria espandendo il loro controllo a sud del lago Lychnitis (lago di Ocrida) e verso ovest in alta Macedonia. Con le azioni di Bardylis, i Dardani avevano portato la Macedonia vicina al collasso.
Quando Filippo II, il più giovane dei tre fratelli salì al trono, era determinato a sottomettere gli Illri sotto Bardylis una volta per tutte, distruggendo la minaccia illira.

## Razzie in Epiro

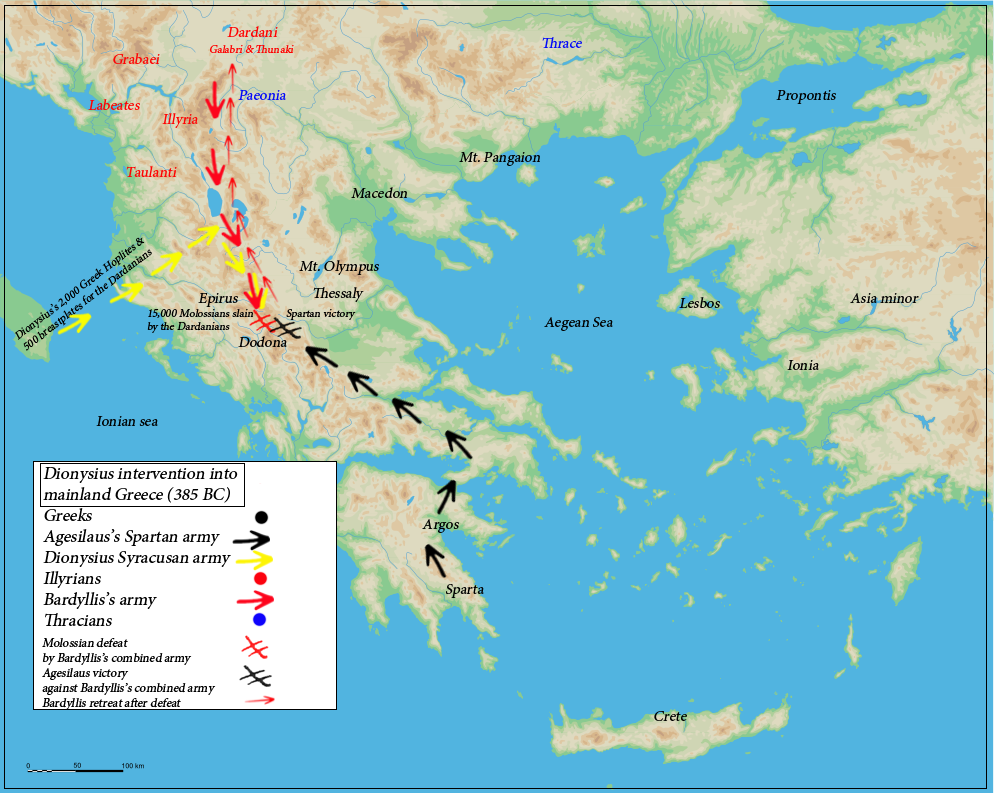
Spedizione militare di Bardyllis in Epiro (rosso)

Nel 385 a.C., gli Illiri formarono un'alleanza con il potente tiranno Dionisio di Siracusa. Lo scopo dell'accordo era il restauro sul trono del Molosso, Alceta, che era rifugiato a Siracusa. Entrambe le parti erano interessate, in quanto questa alleanza avrebbe assicurato il potere illirico e indebolito l'impatto di Spartani e Macedoni in Epiro. Ciò avrebbe dato a Dionigi l'occasione di rafforzare le posizioni commerciali sulle rive dell'Adriatico e dello Ionio.
Dionigi inviò un aiuto militare di 2 000 uomini e 5 000 armi agli Illiri che erano disposti ad andare in guerra. Con queste nuove forniture, Bardylis e il suo esercito entrò in Epiro e trucidò 15 000 Molossi. Tuttavia, questo aiuto militare fu presto sprecato dopo che Sparta passò sotto Agesilao che intervenne espellendo gli Illiri dalla regione.
Nel 360 a.C., un altro attacco illirico costrinse il re molosso Arimba ad evacuare la popolazione non combattente in Etolia e a lasciare che gli Illiri razziassero di nuovo la regione. Lo stratagemma ebbe successo e i Molossi piombarono sugli Illiri sconfiggendoli. Nello stesso anno Arimba dei Molossi sconfisse gli Illiri dopo aver fatto irruzione e saccheggiato l'Epiro.

## Battaglia della valle di Erigone
Nel 359 a.C., la Macedonia poteva tornare sui campi di battaglia contro gli Illiri, dopo aver superato la situazione interna di caos politico e rimosso il rischio di attacco da parte di altri avversari. Quando Filippo II salì al trono macedone, aree consistenti del regno di Macedonia superiore erano rimaste sotto il controllo di Bardylis. Al fine di concentrarsi sulla lotta interna necessaria a garantire la sua corona, Filippo riconfermò il trattato con i Dardani a suo tempo imposto alla Macedonia con la forza delle armi e sigillò l'alleanza con il suo matrimonio di Audata, probabilmente una nipote o figlia di Bardylis. Questa azione senza dubbio dissuase una vera invasione dardana della Macedonia in un momento in cui il paese era più vulnerabile.
Entro la primavera del 358 a.C., Filippo aveva finalmente assicurato il suo trono ed era in grado di affrontare l'occupazione del nord-ovest della Macedonia da parte di Bardylis. Quando la notizia della mobilitazione dell'esercito macedone mise sull'avviso Bardylis, questi propose a Filippo la firma di un trattato per mantenere lo status quo, a condizione che entrambe le parti mantenessero le città delle quali erano in possesso al momento. Questo era, ovviamente, inaccettabile per Filippo perché non era disposto ad accettare termini diversi da un ritiro completo e incondizionato dei Dardani dal nord-ovest della Macedonia. Bardylis, tuttavia, non era incline a rinunciare alle sue vittorie senza combattere. Filippo mobilitò ogni soldato abile in Macedonia per dar luogo alla battaglia. Bardylis, come aveva fatto in precedenza, non era abituato a fare prigionieri, in modo che qualsiasi sconfitta macedone si sarebbe tradotta in perdite invalidanti.
Anche se i due eserciti erano quasi uguali numericamente - Bardylis disponeva di 500 cavalieri e 10 000 fanti contro la forza di Filippo costituita da 600 cavalieri e 10 000 fanti - i Macedoni erano di gran lunga meglio addestrati ed equipaggiati. Gli eserciti si scontrarono in battaglia in una pianura nella valle di Erigone vicino a Bitola, appena a sud dello Stato dardano. Bardylis inizialmente schierò una formazione lineare con le sue truppe più forti al centro, simile alla falange. Filippo concentrò le sue truppe migliori, gli hypaspisti, sul suo fianco destro. Quando Filippo avanzò per coinvolgere Bardylis, la sua cavalleria aggirò uno o due dei fianchi di Bardylis, costringendolo a ridistribuire la formazione in una difesa a quadrato. Gli Illiri per un bel po' resistettero agli assalti del nemico. In un primo momento la vittoria non aveva avvantaggiato né l'uno né l'altro contendente, e così la battaglia continuò per lungo tempo. Alla fine gli hypaspisti di Filippo riuscirono a penetrare nel lato destro della Dardania consentendo l'allargamento delle file. Questo gettò l'intera formazione di Bardylis nel disordine, dopo di che venne rapidamente smembrata dalla falange e dispersa.
Nel 358 a.C., Filippo II di Macedonia sconfisse Bardylis, Diodoro Siculo (I secolo a.C.) scrisse sull'evento:
(Diodoro Siculo)
La battaglia costò ai Dardani 7 000 morti, quasi tre quarti del loro esercito.
Bardylis stesso fu probabilmente ucciso in questa battaglia mentre cavalcava all'età avanzata di 90 anni. Anche se i macedoni avevano vinto la battaglia, Filippo II vide che non era in grado di inseguire il nemico e cacciarlo dai suoi territori. Gli Illiri più tardi mandarono dei rappresentanti e vennero stabiliti i termini della pace, rilasciando tutte le città che avevano conquistato alla Macedonia. In questa battaglia, venne risolta la questione preoccupante della Lincestide con la modifica dei confini occidentali a favore della Macedonia. Filippo si assicurò il controllo del nord-ovest della Macedonia annettendo il territorio dardano fino al lago Lincestide (lago di Ocrida). Questo avrebbe costituito un cuscinetto di difesa contro eventuali future incursioni illiriche tentate attraverso la valle del Drilon. I confini tra l'illiria e la Macedonia rimasero intorno al lago di Ocrida per un lungo periodo di tempo.

## Etimologia
Alcuni linguisti del XX secolo hanno corretto il nome Bardylis con l'albanese i bardhë "bianco", e c'è un'altra opinione che collega il nome Bardylis sia all'albanese i bardhë "bianco" sia all'albanese yll "stella", ma secondo Stuart Edward Mann, quest'ultima versione sarebbe un'etimologia del folklore, basata sulla tradizione.
Il nome Bardhyl (Bardh-yl), in uso ininterrottamente dalla antichità ai giorni d’oggi nella popolazione albanese dell’Albania e Dardania( Kosovo), significa  letteralmente Bianca/o Stella Bardh(bianco/a - yll (stella). La seconda “L” di YLL decade. 
Il nome Bardh (che significa letteralmente bianco) è altresì molto usato nella popolazione albanese (di Albania e Dardania), sia nella versione maschile Bardh/Bardhi (Bianco) che in quella femminile Bardh/Bardha (Bianca). Tale none si sta difondendo anche in paesi dove sono emigrati gli albanesi, visto l’usanza ancora abbastanza in uso, di tramandare il none di nonni o bisnoni. 
Esiste anche un’altra versione del nome con la radice Bardh (Bianco), seppur meno diffuso: Bardhul, che significa Bianco, e che si pensa derivi dal nome della pianta medicinale di verbena bianca che cresce in albania (Bardh (Bianco) - Ul (Ulëz - il fiore/pianta della verbena). Letteralmente “Verbena bianca” simbolo di purezza e serenità. 
https://nomipropri.eu/nome-bardhyl